# Silene ciliata
Silene ciliata es una planta del género Silene de la familia Caryophyllaceae.

## Descripción
Hierba perenne, densamente cespitosa, que forma almohadillas densas y duras. Tallos erectos-ascendentes, en ocasiones geniculados en los nudos. Hojas lineares u oblaceoladas. Flores agrupadas en monocasios; cáliz de hasta 15 mm, ovoideos, más o menos pelosos; pétalos con limbo de hasta 5 mm, bífidos, amarilentos o rojizos. Fruto en cápsula pedunculada, ovoidea, que se abre por 6 dientes, de hasta 9 x 6 mm. Florece a finales de primavera y en verano.

## Hábitat
Frecuente en prados de cumbres. El hábito almohadillado de algunas plantas que crecen en los prados de cumbres es una adaptación a las adversas condiciones climáticas que tienen que soprortar. El viento que sopla en las cumbres es, en ocasiones muy fuerte y podría quebrar los tallos: las almohadillas densas evitan este problema. también este hábito es una adaptación para evitar la pérdida de agua disminuyendo la superficie de la planta que se expone al aire.

## Taxonomía
Silene ciliata fue descrita por Pierre André Pourret y publicado en Mémoires. Academie des Sciences, Inscriptions et Belles-Lettres de Toulouse iii. (1788) 329.
Etimología
El nombre del género está ciertamente vinculado al personaje de Sileno (en griego Σειληνός; en latín Sīlēnus), padre adoptivo y preceptor de Dioniso, siempre representado con vientre hinchado similar a los cálices de numerosas especies, por ejemplo Silene vulgaris o Silene conica. Aunque también se ha evocado (Teofrasto via Lobelius y luego  Linneo)  un posible origen a partir del Griego σίαλoν, ου, "saliva, moco, baba", aludiendo a la viscosidad de ciertas especies, o bien σίαλος, oν, "gordo", que sería lo mismo que la primera interpretación, o sea, inflado/hinchado.
ciliata; epíteto latino que significa "con flecos de pelos".
Sinonimia
- Oncerum ciliatum Dulac
- Silene ciliata subsp. graefferi (Guss.) Nyman
- Silene elegans Link ex Brot.
- Silene graefferi Guss.
- Silene perinica Hayek[4]